# 짱구는 못말려 극장판: 전격! 돼지발굽 대작전
《짱구는 못말려 극장판: 전격! 돼지발굽 대작전》(일본어: 映画クレヨンしんちゃん電撃!ブタのヒヅメ大作戦)은 1998년 제작된 일본의 애니메이션 영화이다.
우스이 요시토의 《주간 액션》에 연재된 만화 《크레용 신짱》을 원작으로 제작된 TV시리즈 《크레용 신짱》(한국 더빙명 : 짱구는 못말려)의 극장용 애니메이션 영화 시리즈 제6작이다.
대한민국에서는 수입하여 한국어 더빙 작업을 한 뒤, 《짱구는 못말려: 전격! 돼지발굽 대작전》이라는 이름으로 2000년 전체 이용가 VHS가 출시되었다. 더빙에서는 인물의 이름과 지명을 한국식 이름으로 사용하였다. 2001년 10월에는 MBC에서 재더빙하여 추석 특선만화로 방영하였다. 2008년, 대원미디어㈜에서 다시 수입하여 자사인 대원방송㈜에서 다시 더빙 작업을 진행하여 《짱구는 못말려 극장판: 전격! 돼지발굽 대작전》이라는 이름으로 방영되었다. 대원방송㈜에서는 프로그램 공급을 맡는 챔프, 애니원, 애니박스, 채널CGV에 공급하여 15세 이상 관람가 등급으로 방영되었다. 대원방송㈜에서는 한국식 이름과 지명을 사용하여 더빙 작업을 진행하였으나, 영화 내의 주제가, 오프닝, 엔딩곡 등은 방송사에 따라 원어 자막(또는 생략)으로 방영되기도 하였다.

## 줄거리
UN 부속연합 SML(Seigino Mikata Love)의 여성대원 오이로케는 지구를 정복하려드는 돼지발굽 조직의 비행선에 잠입해 CD를 훔쳐냈다. 하지만 조직원들에게 발각되어 조직원들에게 쫓기는 신세가 됐고 몸을 피하기 위해 급히 비행선 밖으로 뛰어내려 탈출했다. 비행선이 떨어진 곳은 도심 한복판 강가였고 그곳에는 타카쿠라 원장의 복권당첨으로 도쿄로 놀러온 후타바 유치원 아이들과 교사들이 타고있는 유람선이 있었다. 유치원 사람들은 급작스럽게 자기 배 안으로 나타난 오이로케를 보고 화들짝 놀랐지만 배가 고팠는지 상에 차려진 음식들을 먹어치우는 그녀를 보고 나쁜사람은 아닌것 같다며 안심한다. 그런데 갑자기 배가 흔들리기 시작했다. 오이로케를 쫓아온 돼지발굽 조직의 비행선이 그녀를 사로잡기 위해 유람선을 통째로 공격하려 든것이었다.
하지만 이를 알리가 없는 유치원 교사들은 재난상황이라고 생각해 재빨리 아이들을 밖으로 탈출시킨 다음 마지막으로 자신들도 빠져나온다. 그런데 아이들이 다 나왔는지 머릿수를 세던 미도리가 돌연 비명을 질렀다. 카스카베 방위대와 오이로케가 아직 배 안에 갇혀있었기 때문이다. 결국 오이로케는 말할것도 없고 이 일과는 아무런 상관도 없는 카스카베 방위대는 그대로 돼지발굽 조직에 끌려가고 말았다. 이후 유람선 사고소식은 뉴스에서도 나왔고 탈출하지 못한 카스카베 방위대는 물에 휩쓸려 실종됐다고 보도됐다. 뉴스를 보고있던 미사에는 아들이 죽었다고 생각해서 오열했고 히로시는 신노스케처럼 잠시도 가만 못있는 개구쟁이가 그렇게 쉽게 갈리가 없다며 아들의 죽음을 쉽게 믿지 않는다.
바로 그때, 집안에 누군가 들어온다. 그는 SML 대원 킨니쿠. 그는 아들은 아직 살아있으며 반드시 찾아서 데려와 줄 테니 얼굴확인을 위해 아이의 사진 한 장만 가져다 달라고 한다. 하지만 생판 모르는 사람이 하는 말을 곧이곧이 믿기 힘들었던 노하라 부부는 갓난아기 히마와리까지 들처업고 아들을 찾기위해 머나먼 나라 중국으로 향한다. 킨니쿠 일행은 오보쿠로 박사와 안젤라와 마주친다. 그들은 카스카베 출신임을 밝히며 싸울 의사는 없다고 말한다. 안젤라는 히로시에게 반해 키스를 하게 해주면 방위대가 있는 곳으로 데려다 주겠다고 하지만 킨니쿠 일행은 도망친다. 사방에서 적이 몰려오자 킨니쿠는 벽을 뚫어 나간다. 카스카베 방위대가 탄 비행선이 이륙하자 킨니쿠는 발신기를 비행선에 붙인다. 킨니쿠는 비행기를 타고 추격하기 위해 카이탁 공항으로 가는데 노하라 부부가 쫓아오자 가려고 하지만, 차를 멈춰 세우고 노하라 부부를 데리고 간다.

## 등장인물
- 노하라 신노스케 (신짱구)

극장판의 주인공. 떡잎마을 방범대의 진정한 대장. 방범대원들과 함께 배에 갇혔다.
- 노하라 히로시 (신형만)

짱구의 아버지. 짱구가 탈출실패했다는걸 알고 분노했다. JPL요원이 화장실에 간 동안, 비밀파일을 훔치려다 들킨다.
- 노하라 미사에 (봉미선)

짱구의 어머니. 덩치가 집에 쳐들어오자, 계략을 써서 쫓아낸다.
- 노하라 히마와리 (신짱아)

짱구의 여동생. 이 극장판에서는 등장이 별로 없다.
- 원장 선생님

유치원의 원장선생님. 뽑기에 당첨되어 유람선 여행을 즐길 수 있게 되었다. 그러나 돼지발굽에 의해 배가 떠오르자, 떡잎마을 방범대 아이들을 제외한 모든 아이와 선생님을 탈출시킨다.
- 요시나가 미도리 선생님 (채성아 선생님)

떡잎 유치원 해바라기반 선생님.
- 마츠다카 우메 선생님 (나미리 선생님)

떡잎 유치원 장미반 선생님.
- 카자마 토루 (김철수)

떡잎마을 방범대의 대원. 짱구를 싫어하지만, 절대 포기하지는 않았다.
- 사쿠라다 네네 (한유리)

떡잎마을 방범대의 대원. 훈이와 소꿉놀이를 하고 있었다.
- 사토 마사오 (이훈이)

유리의 화에 울컥하여 소꿉놀이를 하게 된 떡잎마을 방범대의 대원.
- 보오 (맹구)

떡잎마을 방범대의 대원. 중반의 비상탈출낙하산 안에 있을 때부터 구급함을 챙겨왔다.
- 오이로케 (깜찍이)

JPL의 대원. 폭탄같은 물건을 빼앗아 도망치지만 잡혔다. 고문을 받거나 마마한테 한대 맞더라도 아이들을 내버려 두지 않고 탈출시켰다.
- 킨니쿠 (덩치)

JPL의 대원이자 세이기의 아버지. 부부싸움으로 헤어졌지만 이 극장판의 엔딩 때 다시 만난다. 중반이 지나갈 무렵 봉미선이 설사약을 탄 차를 마시고 고통받다가 결국 끝난다. 후반부에는 오이로케의 무기(라고도 하는)프라이팬을 가져왔다.
- 세이기 (정의)

깜찍이와 덩치의 아들. 짱구와 나이가 같으며, 엔딩 때에 딱 한번 나온다.
- 마우스

돼지발굽 단체의 사령관. 그러나 주먹 한 대에 나가 떨어진다는 단점이 있다. 그러나 해커같은 실력으로 세상을 뺏으려 했으나 자폭장치를 장착시키고 기절한다.
- 바렐

돼지발굽 단체의 간부. 키높이 구두를 사용하거나 술래잡기를 하는 등 어린 아이의 짓을 하기도 한다.
- 블레이드

돼지발굽 단체의 전투인물. 흉기를 무기로 쓰는데다가 총(산탄총)도 피할 만큼 속도가 빠르다. 쓰러질 때 흉기 몇몇개를 떨어뜨리며 쓰러진 걸로 봐서는 흉기를 주 무기로 사용하는 것이 틀림없다.
- 마마

돼지발굽 단체의 전투인물. 엄청난 몸매지만, 강한 공격력을 가지고 있다.
- 장성공 박사

박사였다가 돼지발굽에 끌려간 사람. 끌려가서도 연구하는 것을 멈추지 않았다. 짱구의 집을 지나가다 봉미선이 부리부리몬의 사진을 밖으로 던져 버리는 바람에 사진을 보고 부리부리몬을 만든 계기가 되었다.
- 안젤라 오

장성공 박사의 조수.
- 부리부리 자에몽 (부리부리몬)

마우스가 장성공 박사를 이용해 만든 가상 바이러스프로그램으로 탄생된 몬스터. 세계정복을 택하려 했지만 짱구가 읽어준 책에 의해 정의의 편에 서서 소녀 3명을 도와주고 노을을 보다가 희생하게 된다.
한 도시에서 보석산이란 이야기를 듣고 보석을 찾으로 가는데 결국은 보석을 찾지 못하고 소녀들을 도우면서 영웅으로 살다가 나중엔 폭발한 기지에서 폭파위기에 놓인 비행선을 구하다가 희생한다.

## 목소리 출연
- 짱구 - 박영남
- 짱구아빠 - 오세홍
- 짱구엄마, 맹구 - 강희선
- 짱아, 철수 - 여민정
- 흰둥이, 유리, 마마 - 장경희
- 훈이 - 정혜옥
- 깜찍이, 정의, 채성아 - 하은진
- 덩치 - 정승욱
- 원장, 장성공 박사, 우스이 - 현경수
- 마우스, 안젤라 오 - 김정호
- 바렐 - 사성웅
- 부리부리몬, 블레이드 - 신용우
- 나미리 - 윤여진

## 캐스트
- 노하라 신노스케 - 야지마 아키코
- 노하라 히로시 - 후지와라 케이지
- 노하라 미사에 - 나라하시 미키
- 노하라 히마와리 - 코오로기 사토미
- 오이로케 - 미츠이시 코토노
- 킨니쿠 - 겐다 텟쇼
- 마우스 - 이시다 타로
- 바렐 - 야마데라 코이치
- 브레도 - 하야미 쇼
- 마마 - 마츠시마 미노리
- 부리부리 자에몽 - 시오자와 카네토
- 원장 선생님 - 나야 로쿠로
- 요시나가 미도리 선생님 - 타카다 유미
- 마츠다카 우메 선생님 - 토미자와 미치에
- 카자마 토루 - 마시바 마리
- 사쿠라다 네네 - 하야시 타마오
- 사토 마사오 - 이치류사이 테이유우
- 보오 - 사토우 치에
- 오보쿠로 박사 - 타키구치 쥰페이
- 안젤라 오메 - 마스오카 히로시
- 세이기 - 사토 유코
- 크루 - 나카 히로시
- 반장 - 치바 잇신
- 사관 - 나카지마 토시히코
- 경비병 - 야나기사와 에이지, 누마타 유스케, 나카타 마사유키
- 아나운서 - 시라이시 아야코
- 레이스 퀸 - 히키타 유미
- 미국 대천황 - 오가와 신지
- 만화가 - 우스이 요시토 (특별 출연)
- 이자무(ISAM) - 이자무 (샤즈나)

## 스태프
- 원작 : 우스이 요시토 《크레용 신짱》
- 캐릭터 원안 : 우스이 요시토
- 캐릭터 디자인 : 하라 카츠노리
- 작화감독 : 하라 카츠노리, 츠츠미 노리유키
- 미술감독 : 카와이 켄, 코가 토오루
- 설정 디자인 : 유아사 마사아키
- 촬영감독 : 우메다 토시유키
- 점토 애니메이션 : 이시다 타쿠야
- 음악 : 아라카와 토시유키, 미야자키 신지
- 녹음감독 : 오오쿠마 아키라
- 편집 : 오카야스 하지메
- 프로듀서 : 모기 히토시, 오오타 켄지, 호리우치 타카시
- 감독 · 각본 · 그림 콘티 : 하라 케이이치
- 연출 : 미즈시마 츠토무
- 색채 설계 : 노나카 사치코
- 특수효과 : 도이 미치아키
- 동화 체크 : 오하라 켄지
- 동화 : 스튜디오 정글짐, 교토 애니메이션, 무겐칸, 베가 엔터테인먼트, 스노 라이트 스탭, 텔레콤 애니메이션 필름, 매드하우스, OH! 프로덕션
- 마무리 : 라이트 풋, 스튜디오 시마, 교토 애니메이션, 트레이스 스튜디오 M, 프로덕션 I.G, 스튜디오 로드, 매드하우스
- 마무리 검사 : 마츠타니 사나에, 호리코시 토모코
- 미술보 : 노무라 카나코
- 배경 : 스튜디오 유니, 아틀리에 로쿠, 스튜디오 테이크 원
- 촬영 : 아사히 프로덕션
- 촬영협력 : 도쿄 애니메이션 필름
- CGI : 츠츠미 노리유키
- 효과 : 마츠다 아키히코 (피즈 사운드 크리에이션)
- 녹음 스튜디오 : APU 스튜디오
- 믹서 : 타나카 아키요시
- 어시스턴트 믹서 : 야마모토 히사시, 오오시로 히사노리, 우치야마 히로아키, 타구치 노부타카
- 음향제작 : 오디오 플래닝 유
- 음향제작 데스크 : 오자와 메구미
- 음향연출 어시스턴트 : 시마자와 미도리
- 음악협력 : 사이토 유지(이매진)
- 편집 : 코지마 토시히코, 나카하 유미코, 무라이 히데아키, 카와사키 아키히로, 미야케 요시키
- 타이틀 : 미치카와 아키라
- 현상 : 도쿄 현상소
- 기술협력 : 모리 미키오
- 제작 데스크 : 카이세이 사토시, 와다 야스시, 야마카와 준이치
- 제작진행 : 사이토 아츠시, 나가이 신페이, 타카하시 와타루, 벳시 나오키
- 제작 : 신에이 동화, 테레비 아사히, ASATSU
- 배급 : 토호

### 원화
- 유아사 마사아키, 오오츠카 마사미, 요시하라 마사유키, 안도 마사히로, 타카쿠라 요시히코
- 하야시 시즈카, 사사키 마모루, 시미즈 히로시, 오와시 히데토시, 스즈키 다이시
- 요시다 타다카츠, 스에요시 유우이치로, 오오모리 타카토시, 하리가야 히데오, 하야시 타카후미
- 치바 유미, 이즈미 키누코, 이시이 사토미, 아라카와 마사츠구, 쿠로사와 마모루
- 하시모토 토요코, 마츠시타 요시히로, 마마다 마스오, 이리에 야스토모
- 키무라 요코, 와카마츠 타카시, 이시구로 메구무, 후쿠모토 마사루, 니시오 아키코
- 니시야마 리에, 타카기 준, 카미모토 카네토시, 오다 타에코, 호시노 마모루
- 하라 카츠노리, 츠츠미 노리유키

## VHS·DVD
- VHS - 1999년 4월 24일 반다이 비주얼에서 발매
- DVD - 2004년 11월 26일 반다이 비주얼에서 발매

## 같이 보기
- 짱구는 못말려 (영화 시리즈)